# Filippo II di Baden-Baden
Filippo II di Baden-Baden (Baden-Baden, 19 febbraio 1559 – Baden-Baden, 7 giugno 1588) fu dal 1571 al 1588 margravio di Baden-Baden. Era figlio del margravio protestante Filiberto e della cattolica Matilde di Baviera.

## Vita
Il padre di Filippo, Filiberto, morì al principio dell'ottobre del 1569 durante la battaglia di Moncontour. Filippo, che aveva allora dieci anni, e sua sorella Giacoba, maggiore di un anno, furono quindi allevati dallo zio, il duca Alberto V di Baviera, loro tutore, che diede loro un'educazione strettamente cattolica. All'università di Ingolstadt, Filippo fu inoltre educato nello spirito della Controriforma.
Sebbene il padre avesse promesso ai suoi sudditi la libertà di religione, dopo la sua morte questa libertà fu sempre più limitata dalla sua vedova e da Filippo, che erano fortemente influenzati dalla loro educazione cattolica: negli anni 1570/71, durante la reggenza dello zio Alberto V, il rito cattolico fu reintrodotto nel margraviato. Dopo aver assunto il governo, il primo decreto di Filippo fu che tutti i cittadini di Baden-Baden dovessero frequentare il culto, sotto la minaccia di pene severe.
Smantellò il castello Nuovo di Baden-Baden, che era stato costruito nel 1579, e costruì una nuova e più magnifica residenza, in stile rinascimentale, nello stesso punto, aumentando notevolmente i suoi debiti. Un inventario del 1582 registrava oltre a 218 strumenti musicali e un debito di 200.000 fiorini. Filippo cercò di ridurre questi debiti riorganizzando il settore commerciale e aumentando le tasse: l'economia del marchesato a poco a poco venne ad assomigliare ad un'economia pianificata.
Un capitolo nero della storia del Baden-Baden fu la caccia alle streghe, che avvenne durante il suo regno. Cominciò durante la reggenza bavarese, ma il numero di condanne crebbe considerevolmente durante il regno di Filippo. L'ultima condanna sotto Filippo II ebbe luogo nel 1580: 18 donne furono messe al rogo nei distretti di Rastatt, Baden-Baden e Kuppenheim.
Quando Filippo morì all'età di 29 anni, non lasciò discendenti, e gli successe il cugino Edoardo Fortunato, margravio di Baden-Rodemachern. Filippo fu sepolto nella chiesa collegiata di Baden-Baden.

## Ascendenza
|                                                          |                                 |                                                      | Genitori                                                      |  |  | Nonni |  |  | Bisnonni                            |  |  | Trisnonni                       |  |
|                                                          |                                 |                                                      |                                                               |  |  |       |  |  | 8. Cristoforo I, margravio di Baden |  |  | 16. Carlo I, margravio di Baden |  |
|                                                          |                                 |                                                      |                                                               |  |  |       |  |  | 8. Cristoforo I, margravio di Baden |  |  | 16. Carlo I, margravio di Baden |  |
|                                                          |                                 | 17. Caterina d'Austria                               |                                                               |  |  |       |  |  | 8. Cristoforo I, margravio di Baden |  |  |                                 |  |
| 4. Bernardo III, margravio di Baden-Baden                |                                 |                                                      |                                                               |  |  |       |  |  | 8. Cristoforo I, margravio di Baden |  |  |                                 |  |
|                                                          |                                 | 9. Ottilia di Katzenelnbogen                         | 18. Filippo II, conte di Katzenelnbogen                       |  |  |       |  |  |                                     |  |  |                                 |  |
|                                                          |                                 | 9. Ottilia di Katzenelnbogen                         | 18. Filippo II, conte di Katzenelnbogen                       |  |  |       |  |  |                                     |  |  |                                 |  |
|                                                          |                                 | 9. Ottilia di Katzenelnbogen                         | 19. Ottilia di Nassau-Dillenburg                              |  |  |       |  |  |                                     |  |  |                                 |  |
| 2. Filiberto, margravio di Baden-Baden                   |                                 | 9. Ottilia di Katzenelnbogen                         |                                                               |  |  |       |  |  |                                     |  |  |                                 |  |
|                                                          |                                 | 10. Carlo I di Lussemburgo, conte di Brienne e Ligny | 20. Antonio I di Lussemburgo, conte di Brienne e Ligny        |  |  |       |  |  |                                     |  |  |                                 |  |
|                                                          |                                 | 10. Carlo I di Lussemburgo, conte di Brienne e Ligny | 20. Antonio I di Lussemburgo, conte di Brienne e Ligny        |  |  |       |  |  |                                     |  |  |                                 |  |
|                                                          |                                 | 10. Carlo I di Lussemburgo, conte di Brienne e Ligny | 21. Antoinette de Bauffremont, contessa di Charny et Montfort |  |  |       |  |  |                                     |  |  |                                 |  |
| 5. Francesca di Lussemburgo, contessa di Brienne e Ligny |                                 | 10. Carlo I di Lussemburgo, conte di Brienne e Ligny |                                                               |  |  |       |  |  |                                     |  |  |                                 |  |
|                                                          |                                 | 11. Charlotte d'Estouteville                         | 22. Jacques d'Estouteville, signore di Beynes e Blainville    |  |  |       |  |  |                                     |  |  |                                 |  |
|                                                          |                                 | 11. Charlotte d'Estouteville                         | 22. Jacques d'Estouteville, signore di Beynes e Blainville    |  |  |       |  |  |                                     |  |  |                                 |  |
|                                                          |                                 | 11. Charlotte d'Estouteville                         | 23. Gillette de Coëtivy                                       |  |  |       |  |  |                                     |  |  |                                 |  |
| 1. Filippo II di Baden-Baden                             |                                 | 11. Charlotte d'Estouteville                         |                                                               |  |  |       |  |  |                                     |  |  |                                 |  |
|                                                          | 12. Alberto IV, duca di Baviera | 24. Alberto II, duca di Baviera                      |                                                               |  |  |       |  |  |                                     |  |  |                                 |  |
|                                                          | 12. Alberto IV, duca di Baviera | 24. Alberto II, duca di Baviera                      |                                                               |  |  |       |  |  |                                     |  |  |                                 |  |
|                                                          | 12. Alberto IV, duca di Baviera | 25. Anna di Braunschweig-Grubenhagen                 |                                                               |  |  |       |  |  |                                     |  |  |                                 |  |
| 6. Guglielmo IV, duca di Baviera                         | 12. Alberto IV, duca di Baviera |                                                      |                                                               |  |  |       |  |  |                                     |  |  |                                 |  |
|                                                          |                                 | 13. Cunegonda d'Austria                              | 26. Federico III d'Asburgo                                    |  |  |       |  |  |                                     |  |  |                                 |  |
|                                                          |                                 | 13. Cunegonda d'Austria                              | 26. Federico III d'Asburgo                                    |  |  |       |  |  |                                     |  |  |                                 |  |
|                                                          |                                 | 13. Cunegonda d'Austria                              | 27. Eleonora d'Aviz                                           |  |  |       |  |  |                                     |  |  |                                 |  |
| 3. Matilde di Wittelsbach                                |                                 | 13. Cunegonda d'Austria                              |                                                               |  |  |       |  |  |                                     |  |  |                                 |  |
|                                                          |                                 | 14. Filippo I, margravio di Baden                    | 28. Cristoforo I di Baden (= 8)                               |  |  |       |  |  |                                     |  |  |                                 |  |
|                                                          |                                 | 14. Filippo I, margravio di Baden                    | 28. Cristoforo I di Baden (= 8)                               |  |  |       |  |  |                                     |  |  |                                 |  |
|                                                          |                                 | 14. Filippo I, margravio di Baden                    | 29. Ottilia di Katzenelnbogen (= 9)                           |  |  |       |  |  |                                     |  |  |                                 |  |
| 7. Maria Giacomina di Baden                              |                                 | 14. Filippo I, margravio di Baden                    |                                                               |  |  |       |  |  |                                     |  |  |                                 |  |
|                                                          |                                 | 15. Elisabetta del Palatinato                        | 30. Filippo del Palatinato                                    |  |  |       |  |  |                                     |  |  |                                 |  |
|                                                          |                                 | 15. Elisabetta del Palatinato                        | 30. Filippo del Palatinato                                    |  |  |       |  |  |                                     |  |  |                                 |  |
|                                                          |                                 | 15. Elisabetta del Palatinato                        | 31. Margherita di Baviera-Landshut                            |  |  |       |  |  |                                     |  |  |                                 |  |
|                                                          |                                 | 15. Elisabetta del Palatinato                        |                                                               |  |  |       |  |  |                                     |  |  |                                 |  |